# هانز لیشه
هانز لیشه (آلمانی: Hans Liesche; ۱۱ اکتبر ۱۸۹۱ – ۳۰ مارس ۱۹۷۹) ورزشکار پرش ارتفاع اهل آلمان بود.